# Reimerovi (Olomouc)
Reimerové byli významná puškařská rodina působící v Olomouci od poloviny 17. století do 18. století. Proslavili se výrobou kolečkových a křesadlových pušek, které byly ceněny pro svou kvalitu a umělecké zpracování.

## Historie rodiny

### Začátky rodu v Olomouci
Zakladatelem této dynastie v Olomouci byl Tobias (Tobiáš) Reimer, který pocházel ze slezského Frýdlantu nad Ostravicí. Již ve Slezsku působil jako puškařský mistr, což mu po příchodu do Olomouce umožnilo rychle získat postavení a potřebná povolení. Roku 1655 zakoupil dům na dnešní Pavelčákově ulici č. 8, kde zřídil svou dílnu. Město mu následně povolilo obchodovat s černým prachem a kulemi, což z něj učinilo významnou postavu olomouckého cechu puškařů. Roku 1662 se dokonce stal přísežným celého cechu puškařů. Tobias působil v Olomouci více než tři desetiletí, než zemřel v roce 1686.
Historicky prvním olomouckým puškařem doloženým v archivních pramenech byl však již Völtin Rehr (Rehrer), který v cechu působil od roku 1586 a byl zde 33 let mistrem až do své smrti v roce 1619. Jeho dílo je však bohužel dosud neznámé, přičemž ani důkladný dosavadní průzkum v českých depozitářích s ním žádnou zbraň nepojí.

### Rozmach rodinného řemesla
Rodinnou tradici začal Heinrich Reimer, který pokračoval v otcově díle a rozšířil rodinný podnik. Již v roce 1659 byl zaznamenán jako mistr v olomouckém cechu. Heinrich nejenže odkoupil otcovu dílnu, ale o několik měsíců dříve, v září 1660, získal i dům na protější straně ulice (dnešní Pavelčákova ul. č. 9). Tento krok zajistil rodině zázemí a prostor pro rozvoj puškařské dílny. Heinrich zemřel v roce 1690, ale jeho odkaz pokračoval prostřednictvím dalších členů rodiny.
Po Heinrichově smrti rodinný podnik převzal jeho syn Ferdinand Reimer. V roce 1686 koupil dědův dům a dílnu a pokračoval v rozvoji puškařské výroby, specializujíc se na výrobu loveckých kolečkových a křesadlových pušek, které se staly vysoce ceněné nejen v Olomouci, ale i mimo město. Kvalita a zdobení zbraní rodiny Reimerů byla srovnatelná s nejlepšími puškaři té doby, jako byli Caspar Zellner, Josef Hammerl nebo Franz Weyrer. Zbraně Reimerů byly uznávané a jsou ceněnou součástí státních i soukromých sbírek.

### Vrchol a Konec
Po Ferdinandově smrti v roce 1703 prodala jeho žena původní dům na Pavelčákově ulici (č. 8). Druhý dům Reimerů na Pavelčákově 9 se však stal majetkem dalšího člena rodiny, přičemž mezi lety 1690–1709 existuje nejasná mezera v historii tohoto domu. Tento dům a dílna přešly v roce 1709 na Karla Reimera, syna Franze Reimera. Není však jasné, zda tento Franz Reimer byl stejný puškař, který vlastnil dům na ulici Ztracené 33, protože o této spojitosti není dostatek informací. Karel Reimer se stal olomouckým „králem střelců“, což mu přineslo osvobození od placení daní a další výsady, včetně dodávky 2000 cihel od magistrátu na rekonstrukci domu. Karel měl syna Franze de Paula Reimera, který se stal posledním známým členem rodu, jenž vlastnil a provozoval puškařskou dílnu na Pavelčákově ulici (č. 9). Po jeho smrti v roce 1767 dům přešel na jeho ženu Eleanoru (vdovu), která jej prodala, nebo po její smrti přešel na magistrát bez dědiců. Od roku 1773 byl dům v majetku olomouckého stavitele.

## Význam pro Olomouc
Reimerové byli nejen vynikajícími puškaři, ale také významnými občany Olomouce. Podíleli se na obraně města, zejména během pruského obléhání v roce 1758, a svými výrobky se stali symbolem kvality a dovednosti místního řemeslnictví. Jejich dílna na Pavelčákově ulici byla po více než sto let jedním z hlavních center puškařské výroby ve městě i na Moravě.
I když podoba domů, ve kterých působili, se během přestaveb radikálně změnila a dnes jejich někdejší sláva není na první pohled patrná, Reimerové zanechali nesmazatelnou stopu v historii Olomouce i v dějinách evropského zbrojařství.